# Bernd Altenstein

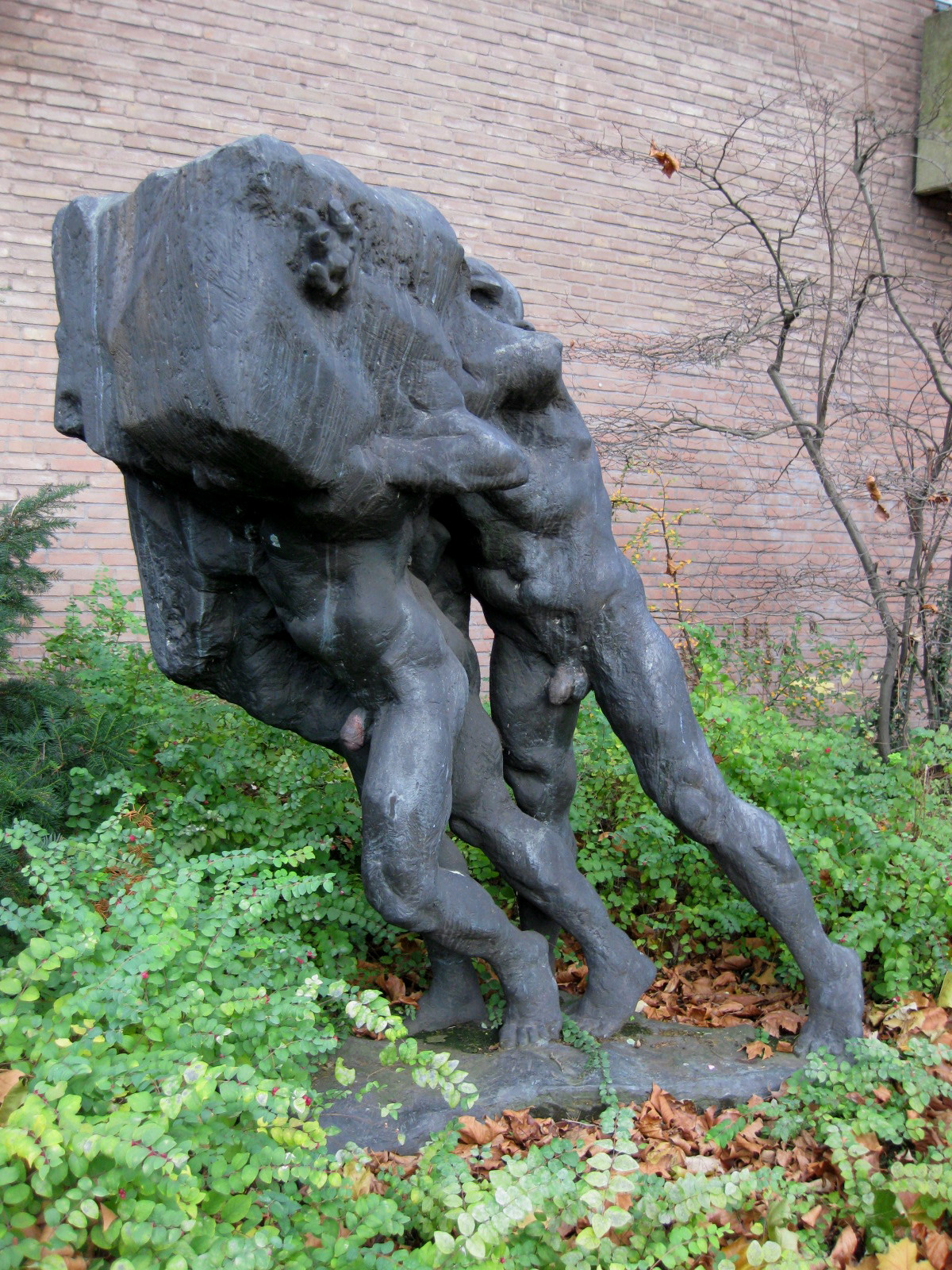
Die Eingeschlossenen, Osnabrück um 1974

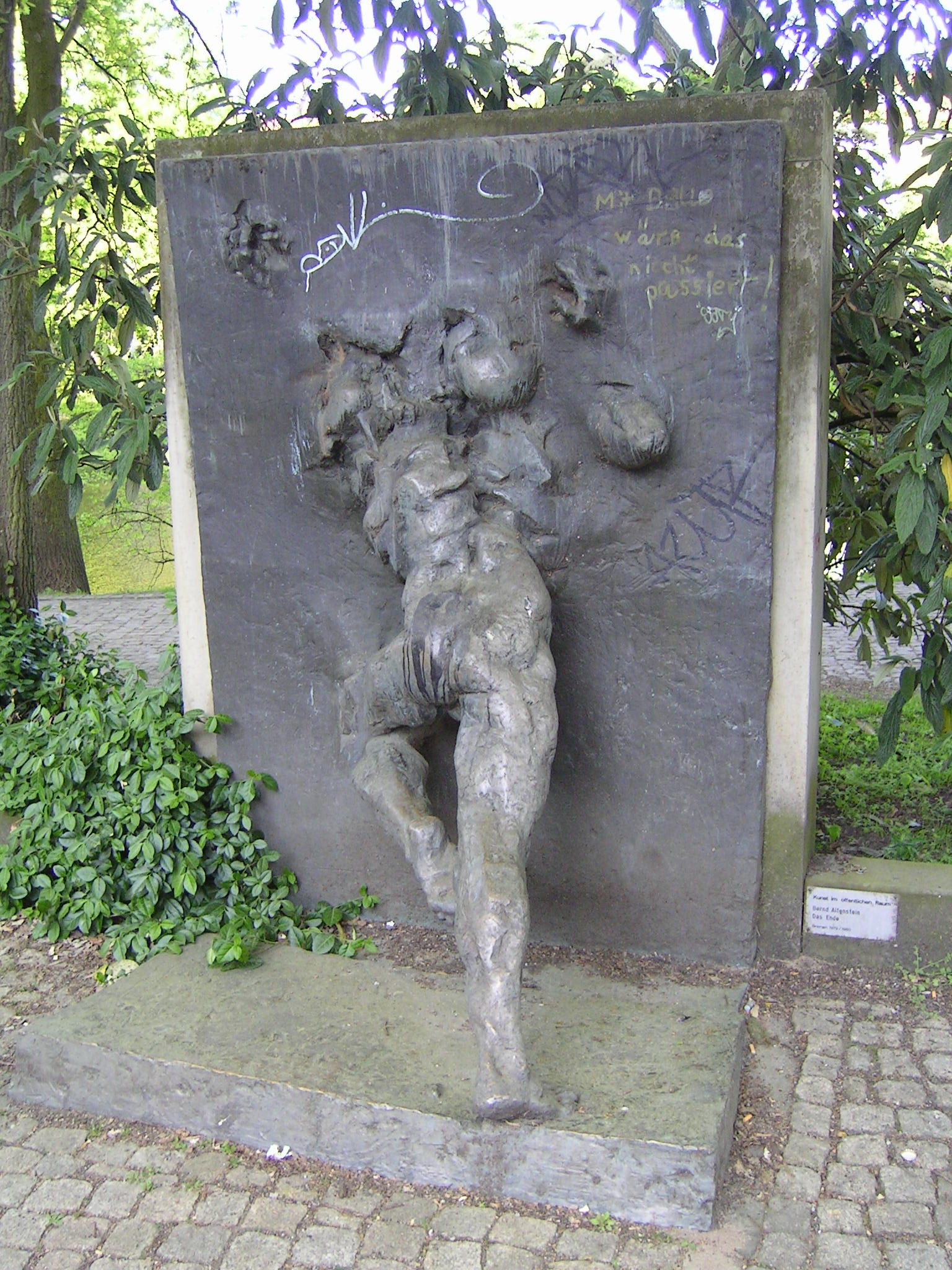
Das Ende, Bremen 1978

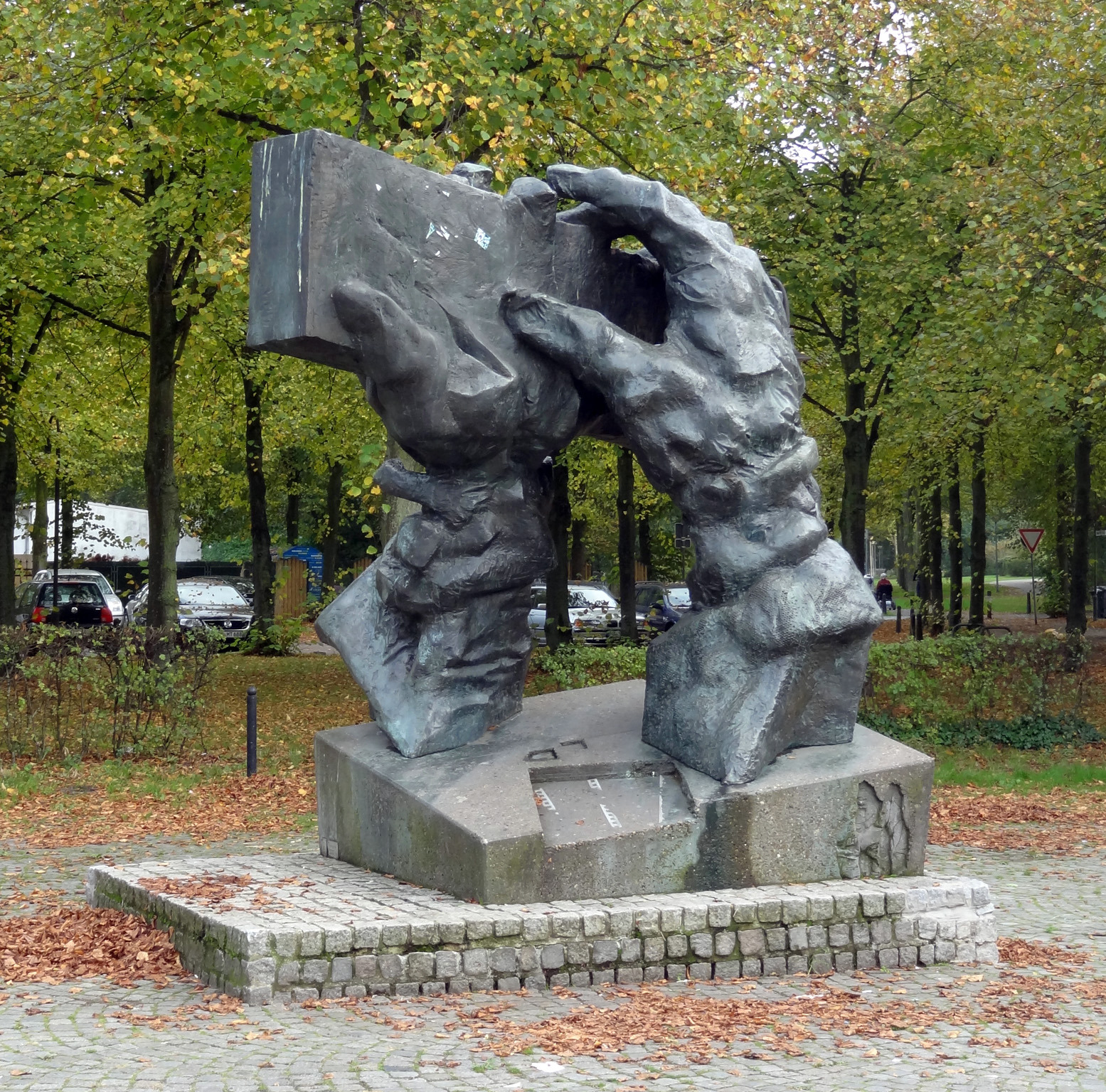
Arbeitende Hände, Bremen 1987

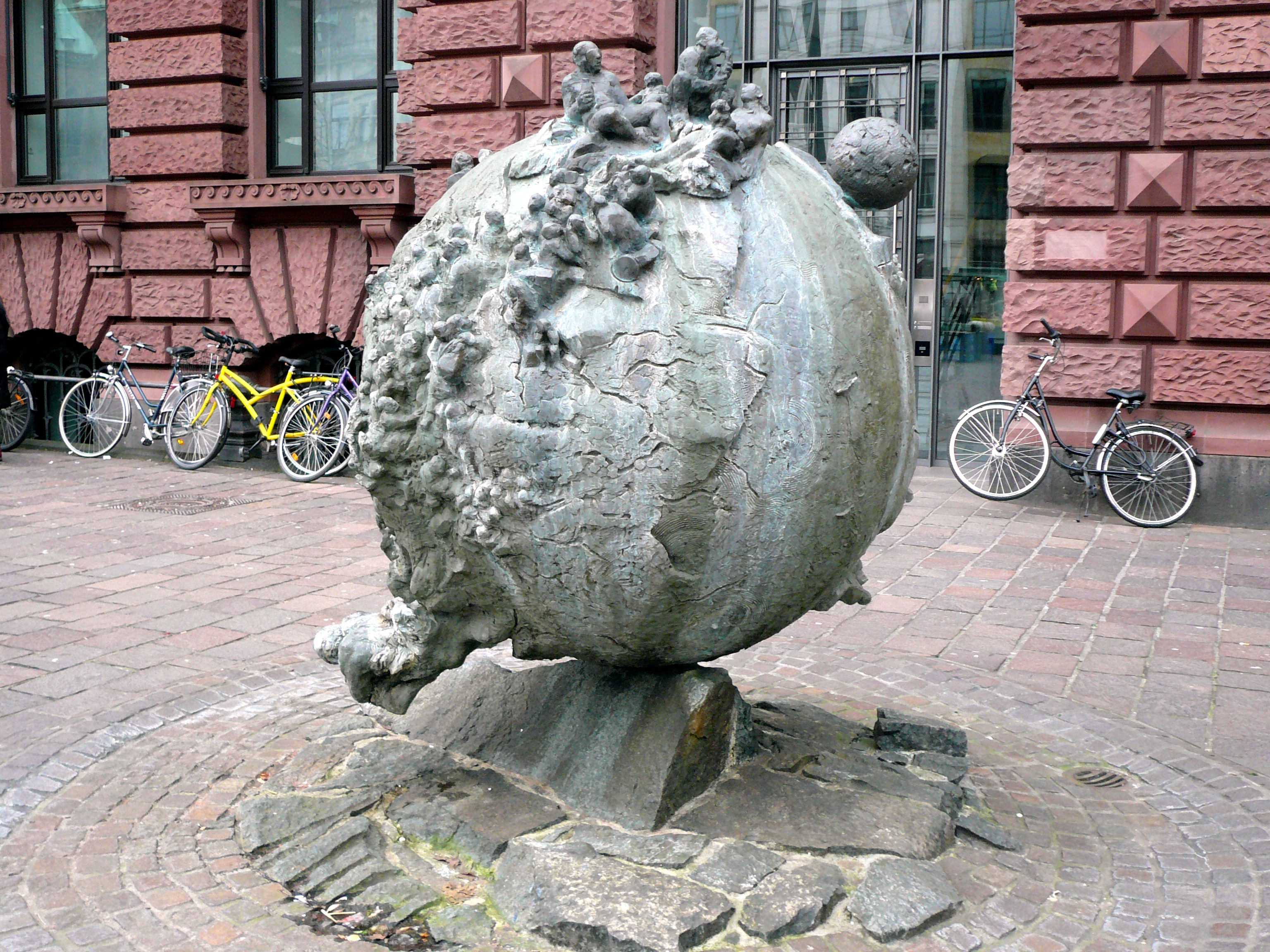
Unser Planet, Bremen 1996

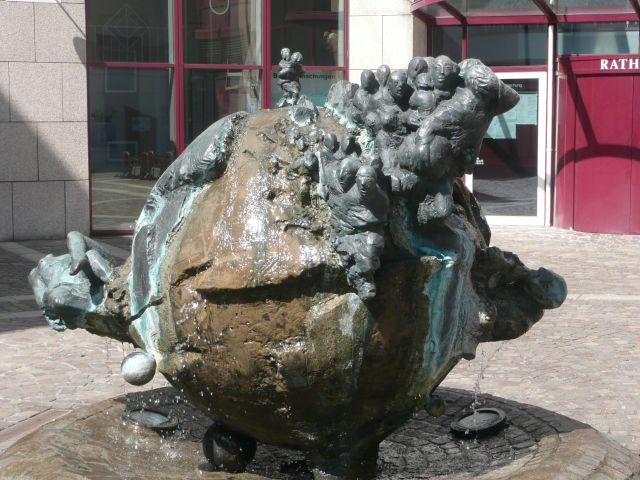
Unser kleiner Planet, Hilden 1991

Bernd Altenstein (* 29. April 1943 in Schloßberg, Ostpreußen) ist ein deutscher Bildhauer und Hochschullehrer.

## Biografie
Altenstein studierte von 1964 bis 1969 Bildhauerei an der Staatlichen Akademie der Bildenden Künste Stuttgart in der Klasse von Rudolf Daudert. Von 1970 bis 1975 war er wissenschaftlicher Assistent an der TU Braunschweig bei Jürgen Weber. Von 1975 bis 2009 lehrte Altenstein an der Hochschule für Künste Bremen den Studiengang Plastik. Zusammen mit Waldemar Otto prägte er die Bremer figürliche Bildhauerei. Typisch für seine Arbeit sind eine differenzierte Formensprache bis in alle Details der Modellierung und ein großes Interesse an gesellschaftlichen Inhalten.
Nach der Emeritierung von Waldemar Otto (1994) bekam die Klasse von Altenstein eine immer größere Anziehungskraft, da in Deutschland an Kunstakademien kaum noch figürlich gearbeitet wurde. Die Klasse wurde zu einem Sammelbecken für zeitgenössische figürliche Bildhauerei aus ganz Deutschland.
Er ist Mitglied im Künstlersonderbund in Deutschland und der Darmstädter Sezession sowie Gründungsmitglied der Gesellschaft für Aktuelle Kunst in Bremen. 2010 wurde er Mitglied des Vereins Selbständiges Bremen e. V., einer Vereinigung von Personen – zumeist aus der Wirtschaft –, die eine Wählervereinigung werden wollen oder eine Wählergemeinschaft unterstützen werden.
Altenstein schuf für den Bremer Musikfest-Preis die Bronzeskulptur Orpheus, die seit 1998 an die Preisträger als Hauptpreis verliehen wird.

## Werke (Auswahl)
- Die Eingeschlossenen, Bronzeskulptur, Osnabrück um 1974
- Das Ende, Bronzeplastik, Bremer Wallanlagen Höhe der Bischofsnadel, Bremen 1978
- Entfaltung, Brunnenskulptur aus Bronze auf Porphyrsockel, Reeder-Bischoff-Straße in Bremen-Vegesack, 1980
- Der Wechsel, Bronzeplastik auf Betonsockel, Innenhof hinter dem Kulturzentrum, Wilhelmstraße 9, Ludwigsburg, 1980[2]
- Waller Gespräche, drei Bronzehalbfiguren, Wartburgplatz in Walle, Bremen 1981
- Der Tanz, Bronzeskulptur in der Fußgängerzone, Göttingen 1982[3]
- Gegenwart, Bronzeskulptur auf dem Rathausmarkt, Oldenburg 1983
- Mann am Schreibtisch, Bronzeskulptur in einem Innenhof im Börnerviertel, Göttingen 1984[4]
- Arbeit, Zyklus im Innenraum der Oberpostdirektion, Bremen 1985
- Bürger, Plastikblock aus russischem weißen Marmor in Knoops Park, Burglesum 1987
- Arbeitende Hände, Bronze, Bürgermeister-Ehlers-Platz in Bremen-Gröpelingen 1987
- Vier Jahreszeiten, Bronze, Skulpturenensemble im Bürgerpark, Bremen 1991
- Genesende, Bronze, Skulptur im Park des Klinikum-Mitte, Bremen 1991
- Unser kleiner Planet, Bronze, Brunnen vor dem Rathaus, Hilden 1991
- Kleine Welt, Bronze, Brunnen im Durchgang Düstere Straße – Gartenstraße, Göttingen 1993
- Jakobsbrunnen, Pilgergruppe aus Bronze an der Kirche St. Jakob, Augsburg 1994
- Unser Planet, Bronze, Brunnenplastik auf dem Domshof, Bremen, 1996
- Fietje Balge, Bronzefigur im Auftrag des Bankhauses Plump am früheren Verlauf der Balge, Bremen 2001